# Lietuvos Lyga 1991
L'edizione 1991 della Lietuvos Lyga viene considerata dalla Federcalcio lituana la prima della Lituania indipendente, sebbene sia stato giocato tra marzo e giugno, cioè prima che la Lituania fosse effettivamente riconosciuta come Repubblica indipendente dall'Unione Sovietica. Vide la vittoria finale dello Žalgiris Vilnius. Fu un campionato di transizione, destinato all’abbandono del modello sovietico per passare all’integrazione nella UEFA l’annata successiva.
Capocannoniere del torneo fu Egidijus Meidus (Vilija Kaunas), con 13 reti.

## Formula
L'obiettivo della Federazione era quello di disputare le stagioni sul modello europeo, con inizio in autunno e fine in primavera. Pertanto questa stagione fu ridotta, con inizio a marzo e fine a giugno.
Le squadre partecipanti furono 15: nove provenienti dalla Baltic League 1990, le restanti sei prese tra le prime otto dell'Aukščiausioji lyga 1990 (furono escluse Sirijietis Klaipėda, che divenne squadra riserve del Sirijus Klaipėda, e Atletas Kaunas), considerata prima fase della Lietuvos Lyga 1990. Le formazioni si affrontarono in turni di sola andata, per un totale di 14 incontri per squadra: le prime quattro classificate disputarono un torneo di play-off, con semifinali di andata e ritorno (prima contro quarta e seconda contro terza) e finale in gara unica.
La squadra ultima classificata retrocedeva.

## Classifica finale
|  | Pos. | Squadra            | Pt | G  | V  | N | P  | GF | GS | DR  |
|  | ---- | ------------------ | -- | -- | -- | - | -- | -- | -- | --- |
|  | 1.   | Žalgiris           | 24 | 14 | 11 | 2 | 1  | 31 | 8  | +23 |
|  | 2.   | Banga Kaunas       | 22 | 14 | 9  | 4 | 1  | 24 | 10 | +14 |
|  | 3.   | Neris Vilnius      | 21 | 14 | 8  | 5 | 1  | 17 | 5  | +12 |
|  | 4.   | Ekranas            | 21 | 14 | 10 | 1 | 3  | 24 | 10 | +14 |
|  | 5.   | Sirijus Klaipėda   | 20 | 14 | 8  | 4 | 2  | 24 | 10 | +14 |
|  | 6.   | Vilija Kaunas      | 14 | 14 | 5  | 4 | 5  | 23 | 21 | +2  |
|  | 7.   | Granitas Klaipėda  | 14 | 14 | 5  | 4 | 5  | 15 | 14 | +1  |
|  | 8.   | Panerys Vilnius    | 14 | 14 | 6  | 2 | 6  | 20 | 13 | +7  |
|  | 9.   | Sakalas Šiauliai   | 13 | 14 | 5  | 3 | 6  | 13 | 16 | -3  |
|  | 10.  | Elektronas Tauragė | 10 | 14 | 4  | 2 | 8  | 15 | 23 | -8  |
|  | 11.  | Mūša Ukmergė       | 10 | 14 | 3  | 4 | 7  | 9  | 16 | -7  |
|  | 12.  | Jovaras Mažeikiai  | 9  | 14 | 3  | 3 | 8  | 13 | 18 | -5  |
|  | 13.  | Tauras Šiauliai    | 8  | 14 | 3  | 2 | 9  | 9  | 26 | -17 |
|  | 14.  | Inkaras Kaunas     | 8  | 14 | 2  | 4 | 8  | 7  | 15 | -8  |
|  | 15.  | Sūduva             | 2  | 14 | 0  | 2 | 12 | 5  | 44 | -39 |

### Fase finale

#### Semifinali
| Squadra 1     | Totale | Squadra 2    | Andata | Ritorno |
| ------------- | ------ | ------------ | ------ | ------- |
| Ekranas       | 2 - 4  | Žalgiris     | 1 - 0  | 1 - 4   |
| Neris Vilnius | 4 - 2  | Banga Kaunas | 2 - 1  | 2 - 1   |

#### Finale
| Squadra 1     | Risultato | Squadra 2 |
| ------------- | --------- | --------- |
| Neris Vilnius | 1 - 3     | Žalgiris  |

### Verdetti
- Žalgiris Vilnius Campione di Lituania 1991.
- Sūduva retrocessa in 1 Lyga.